# Youriy Filatov
Pour les articles homonymes, voir Filatov.
Youriy Mykolaïovytch Filatov (ukrainien : Юрій Миколайович Філатов), né le 30 juin 1948 à Novo Ushytsia, est un kayakiste soviétique des années 1970, double champion olympique et double champion du monde de sa discipline. Il pratique la course en ligne.

## Palmarès

### Jeux olympiques
Filatov participe aux Jeux olympiques à deux reprises, gagnant à chaque fois une médaille d'or.
- Jeux olympiques de 1972 à Munich :
  -  Médaille d'or en K-4 1 000 m.

- Jeux olympiques de 1976 à Montréal :
  -  Médaille d'argent en K-4 1 000 m.

### Championnats du monde
Quatre médailles sont remportées par Youriy Filatov lors des Championnats du monde de course en ligne, dont deux en or.
- Championnats du monde de course en ligne de canoë-kayak de 1970 :
  -  Médaille d'or en K-4 1 000 m.

- Championnats du monde de course en ligne de canoë-kayak de 1971 :
  -  Médaille d'or en K-4 1 000 m.

- Championnats du monde de course en ligne de canoë-kayak de 1973 :
  -  Médaille d'argent en K-4 1 000 m.

- Championnats du monde de course en ligne de canoë-kayak de 1974 :
  -  Médaille d'argent en K-4 1 000 m.